# Бонін-Оґрудкі
Бонін-Оґрудкі (пол. Bonin-Ogródki) — село в Польщі, у гміні Сарнаки Лосицького повіту Мазовецького воєводства.
Населення — 32 особи (2011).
У 1975-1998 роках село належало до Білопідляського воєводства.

## Демографія
Демографічна структура станом на 31 березня 2011 року:
|          | Загалом | Допрацездатний вік | Працездатний вік | Постпрацездатний вік |
| -------- | ------- | ------------------ | ---------------- | -------------------- |
| Чоловіки | 14      | 0                  | 12               | 2                    |
| Жінки    | 18      | 5                  | 7                | 6                    |
| Разом    | 32      | 5                  | 19               | 8                    |